# Henri Farman
Henri Farman (Parijs, 26 mei 1874 – aldaar, 18 juli 1958) was een Franse vliegenier, vliegtuigontwerper en -bouwer, samen met zijn broer Maurice Farman.

## Levensloop

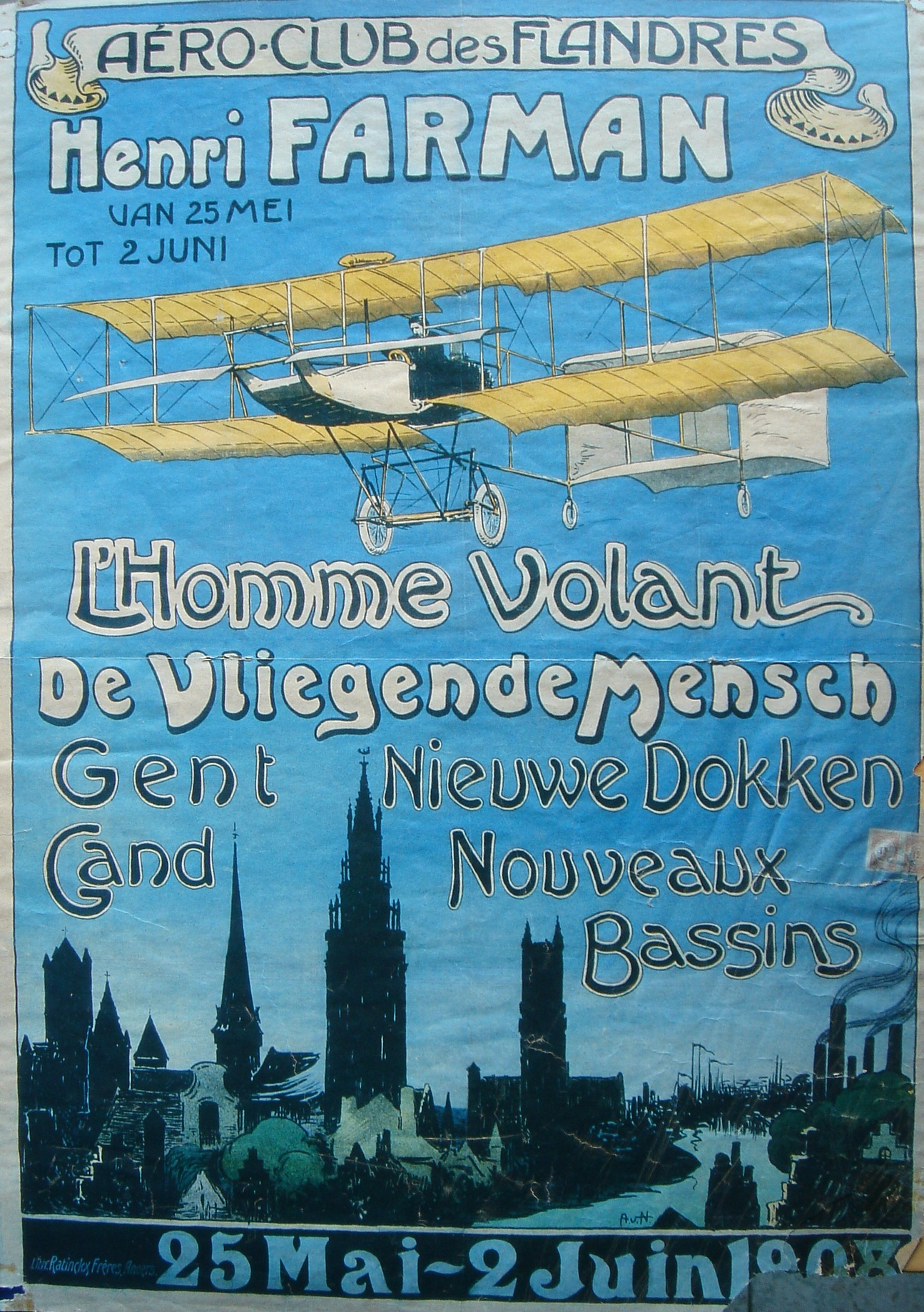
Reclame-affiche voor een vliegshow van Farman

Henri Farman werd in Frankrijk geboren als zoon van een welgestelde Engelse krantencorrespondent. Hij werd in de schilderkunst opgeleid aan de École des Beaux Arts, maar kreeg al snel belangstelling voor de nieuwe mechanische uitvindingen die tegen het eind van de 19e eeuw gedaan werden. In de jaren negentig werd hij wielrenkampioen, en rond de eeuwwisseling ontdekte hij het autoracen. Aanvankelijk reed hij in een Panhard et Levassor, en later deed hij voor Renault mee in de Gordon Bennett Cup.
Toen Charles en Gabriel Voisin in 1907 aangedreven vliegtuigen gingen bouwen en verkopen, was Farman een van de eerste klanten. Farman vestigde het record voor de langste vlucht tot dan toe in Europa, en in 1908 maakte hij als eerste een internationale Europese vlucht. Nadat hij zijn eigen toestel ontworpen had, nam hij op 29 maart 1908 als eerste een passagier mee de lucht in. In een partnerschap met zijn twee broers Maurice en Richard Farman bouwde hij een succesvolle en innovatieve vliegtuigfabriek op. Hun model uit 1914 werd flink gebruikt voor artillerie-observaties en verkenningsvluchten gedurende de Eerste Wereldoorlog. De Goliath van de Farman Aircraft Company was het eerste langeafstandsvliegtuig voor passagiersvluchten, dat begon met reguliere vluchten tussen Parijs en Londen op 8 februari 1919.
Farman kreeg in 1919 de onderscheiding Ridder van het Legioen van Eer. Hij ging in 1937 met pensioen toen de Franse regering de luchtvaartindustrie nationaliseerde.
Farman overleed op 84-jarige leeftijd en is begraven op de Parijse begraafplaats Cimetière de Passy.

## Weetje
- Op 21 maart 1908 was Henri Farman de eerste vliegtuigpassagier ter wereld, aan boord van een Voisin-vliegtuig dat werd gevlogen door Léon Delagrange.[3]
- Aangetrokken door het succes van H. Farman in Frankrijk besloot de Aero-Club des Flandres, bij monde van Auguste de Breyne, de man uit te nodigen om in Gent zijn vliegkunst te demonstreren. Tussen 25 mei tot 2 juni 1908 ondernam Farman enkele vluchten, waaronder een met een passagier en een van 1471 m op een hoogte van ongeveer 7 m. Aldus was Gent de eerste Belgische stad waar een luchtvaartpionier een geslaagde vlucht met een vliegtuig maakte. Op de plek waar hij zijn demonstraties hield, werd een straat naar hem vernoemd.

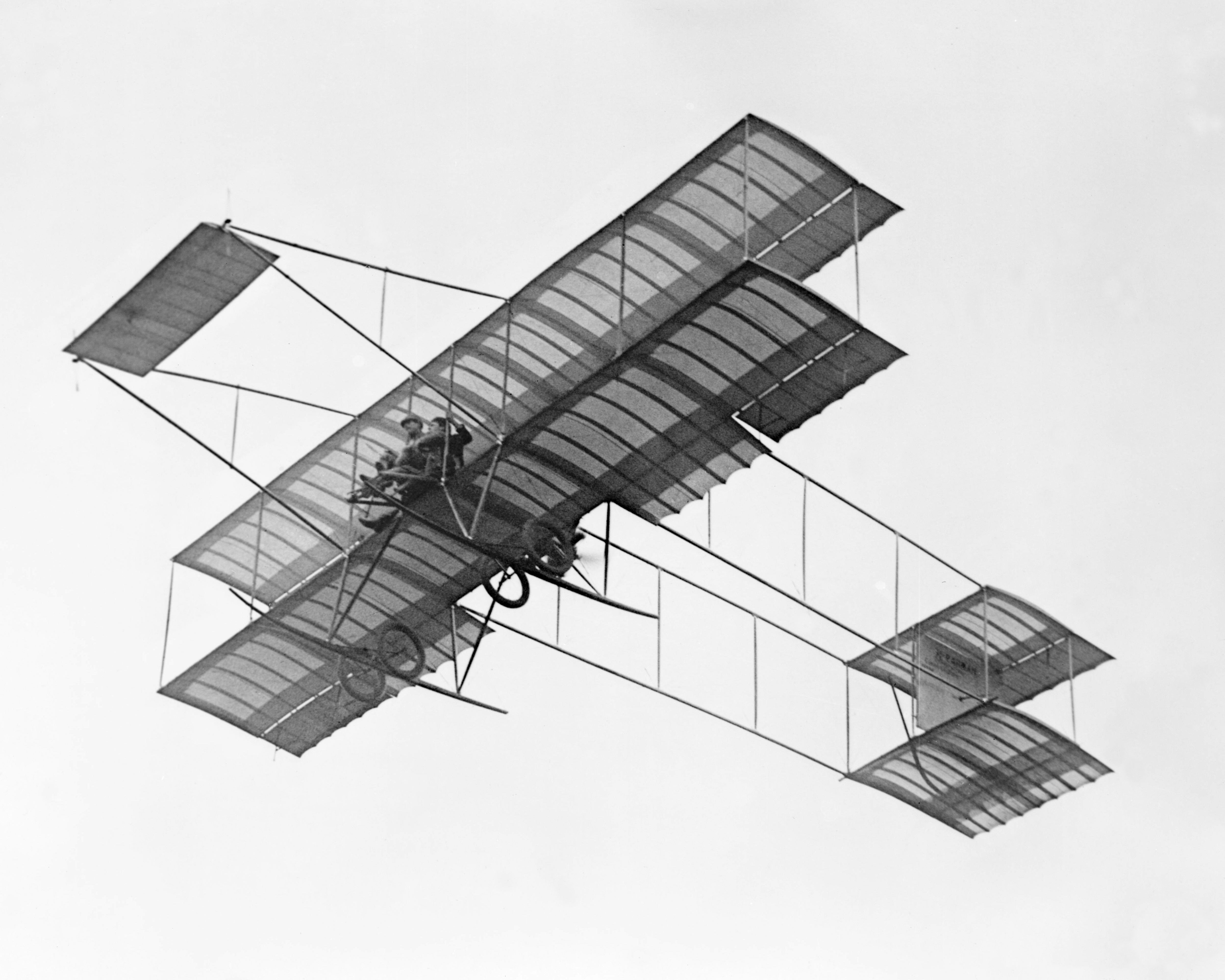
Dubbeldekker van Henri Farman